# Puerto Rico All Stars
 (décembre 2021).
Si vous disposez d'ouvrages ou d'articles de référence ou si vous connaissez des sites web de qualité traitant du thème abordé ici, merci de compléter l'article en donnant les références utiles à sa vérifiabilité et en les liant à la section « Notes et références ».
Puerto Rico All Stars était un supergroupe de salsa et de latin jazz fondé en 1977 par Frankie Gregory.
Basés à Porto Rico, les Puerto Rico All-Stars étaient une alternative et rivale aux Fania All-Stars créées par Johnny Pacheco .
De 1977 à 1979, les All Stars de Puerto Rico ont publié trois albums. Un quatrième, intitulé De Regreso est sorti en 1996, et leur dernier, Enchando Candela, en 2013.
Parmi ses membres les chanteurs Andy Montáñez (chanteur d'El Gran Combo puis de La Dimension Latina), Gilberto Santa Rosa, Victor Manuelle, Lalo Rodriguez, Marvin Santiago, Hector Tricoche, Paquito Guzman, Tito Allen  et Papo Lucca (Piano) ainsi que Rafael Ithier.

## Membres du groupe  (par ordre alphabétique)

### 1977
- Aldo Torres (Trombone)
- Andy Montáñez (chant, chœurs)
- Augie Antomattei (trompette)
- Derek Cartagena (compilation)
- Eladio Perez (Conga)
- Elias Lopes (trompette, arrangeur)
- Elliot Romero (chœurs)
- Endel Dueno (Timbales)
- Frankie Gregory (Producteur)
- Gunda Merced (Arrangeur)

### 1978
- Andy Montáñez (chant)
- Domingo Santos (Timbales)
- Elias Lopes (trompette)
- Gunda Merced (Trombone)
- Juan Antonio Pepin (Conga)
- Juancito Torres (chant, chœurs, trompette, producteur)
- Lalo Rodriguez (chant)
- Luigi Texidor (chant)
- Luiy Maldonada (Trombone)
- Mario Ortiz (trompette, assistant producteur)
- Mario Roman (Piano)
- Papo Clemente (Conga)
- Paquito Guzman (chœurs)
- Pepe Guerrero (Marimba)
- Raffi Torres (Trombone)
- Ralph Cartagena (Producteur)
- Tito Allen (chant, chœurs)
- Tommy Acevedo (guitare)
- Tommy Villarini (trompette)
- Tony Sanchez (batterie)
- Wison Torres Jr. (chœurs)
- Yayo el Indio (chant)

### 1979
- Andy Montáñez (chant)
- Frankie Gregory (Producteur)
- Gilberto Santa Rosa (chant)
- Jorge Millet (Arrangeur)
- Lalo Rodriguez (chant)
- Papo Sanchez (chant)
- Sammy Gonzalez (chant)
- Tito Allen (chant)

### 1996
- Andy Montáñez (chant)
- Angel Machado (trompette)
- Angel Torres (Saxophone)
- Celso Clemente (Bongos)
- Cheguito Encarnacion (Saxophone)
- Cusi Castillo (trompette)
- Darvel Garcia (chant, chœurs)
- Edwin Mulenze (basse)
- Efrain Hernandez (Basse)
- Ernesto Sanchez (Saxophone)
- Furito Rios (Saxophone)
- Hector Tricoche (chant)
- Hector Veneros (Saxophone)
- Jerry Medina (chœurs)
- Josue Rosado (chant, chœurs)
- Juancito Torres (trompette)
- Julito Alvarado (trompette, arrangeur)
- Lenny Prieto (Arrangeur)
- Lito Pena (Arrangeur)
- Liza Montanez (chant)
- Louis Garcia (chant, directeur, arrangeur)
- Luis Aquino (trompette)
- Luis Quevedo (Piano)
- Mario Ortiz (trompette, arrangeur)
- Piro Rodriguez (trompette)
- Primi Cruz (chant)
- Rafael "Tito" DeGracia (Timbales)
- Roberto Jimenez (Saxophone)
- Ronald Davidson (conception)
- Tommy Villarini (trompette)
- Victor Manuelle (chant)
- Willie Lopez (Conga)
- Ralph Mercado (producteur exécutif)
- Frankie Gregory (Producteur)
- Damaris Mercado (Direction artistique)
- Ray Santos (arrangeur)
- Omar Santiago Macaya (Conception)
- Phil Austin (mastering)
- Juan "Pericles" Covas (ingénieur du son)
- Cuco Sandova (photographie)

### 2011
- Gunda Merced (Trombone)
- Juancito Torres (trompette)
- Luigi Texidor (chant, chœurs)
- Mario Ortiz (trompette, arrangeur)
- Marvin Santiago (chant, chœurs)
- Papo Lucca (Piano, arrangeur)
- Paquito Guzman (chant, chœurs)
- Polito Huertas (basse)
- Rafael Ithier (Arrangeur)
- Raffi Torres (Trombone)
- Tony Sanchez (batterie)
- Ralph Cartagena (Producteur)
- Jorge Millet (Arrangeur)
- Julio Anidez (ingénieur du son)
- Jesus Sanchez (ingénieur du son)
- Jon Fausty (ingénieur du son, mixage)